# Jason Bond

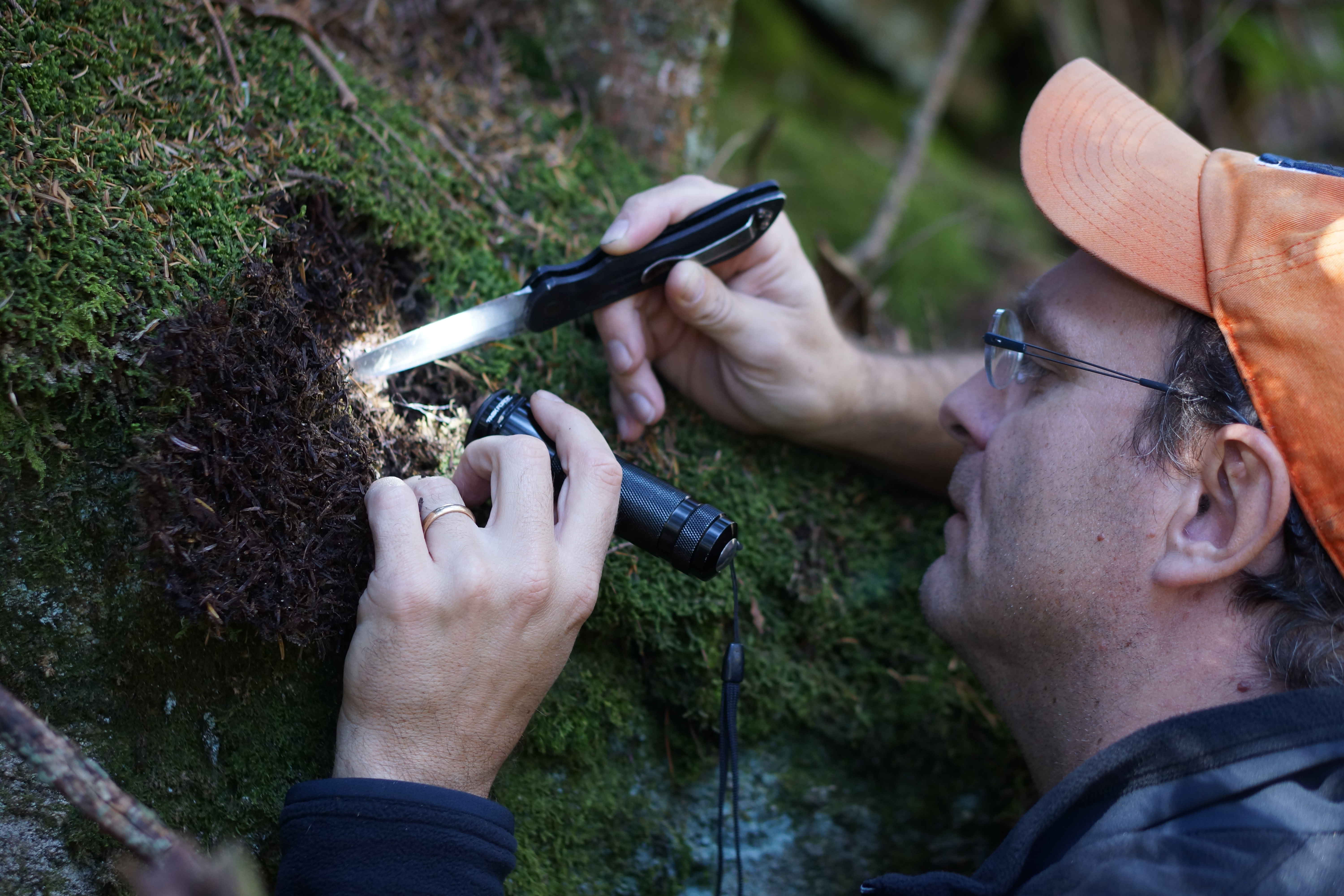
Jason Bond (2012)

Jason Edward Bond (*  in Johnson City (Tennessee)) ist ein US-amerikanischer Arachnologe.
Er ist Professor an der University of California, Davis.
Im Dezember 2012 wurde von Jason Bond die Spinne Aptostichus barackobamai aus der Familie der Euctenizidae als eine von 33 neuen Arten der insgesamt 41 Arten umfassenden Gattung Aptostichus beschrieben und nach dem 44. Präsidenten der USA, Barack Obama benannt.